# Zagor
Zagor és una còmic italià de la casa Sergio Bonelli Editore, creat el 1961 per Sergio Bonelli, amb el pseudònim de Guido Nolitta, i amb dibuix de Gallieno Ferri. Representa un dels tarzánide més cèlebres d'Itàlia.
Les seves aventures presenten elements del còmic de l'oest, d'aventures i fantàstic, amb nadius americans i bandits, extraterrestres, Thuggee, Vikings, vampirs, homes llop i altres personatges, reals o imaginaris.
A Espanya, va ser publicat per Buru Lan Edicions a partir de 1971 i per Edicions Zinco a partir de 1982. Posteriorment ho va publicar Aleta Edicions.

## Argument i personatges

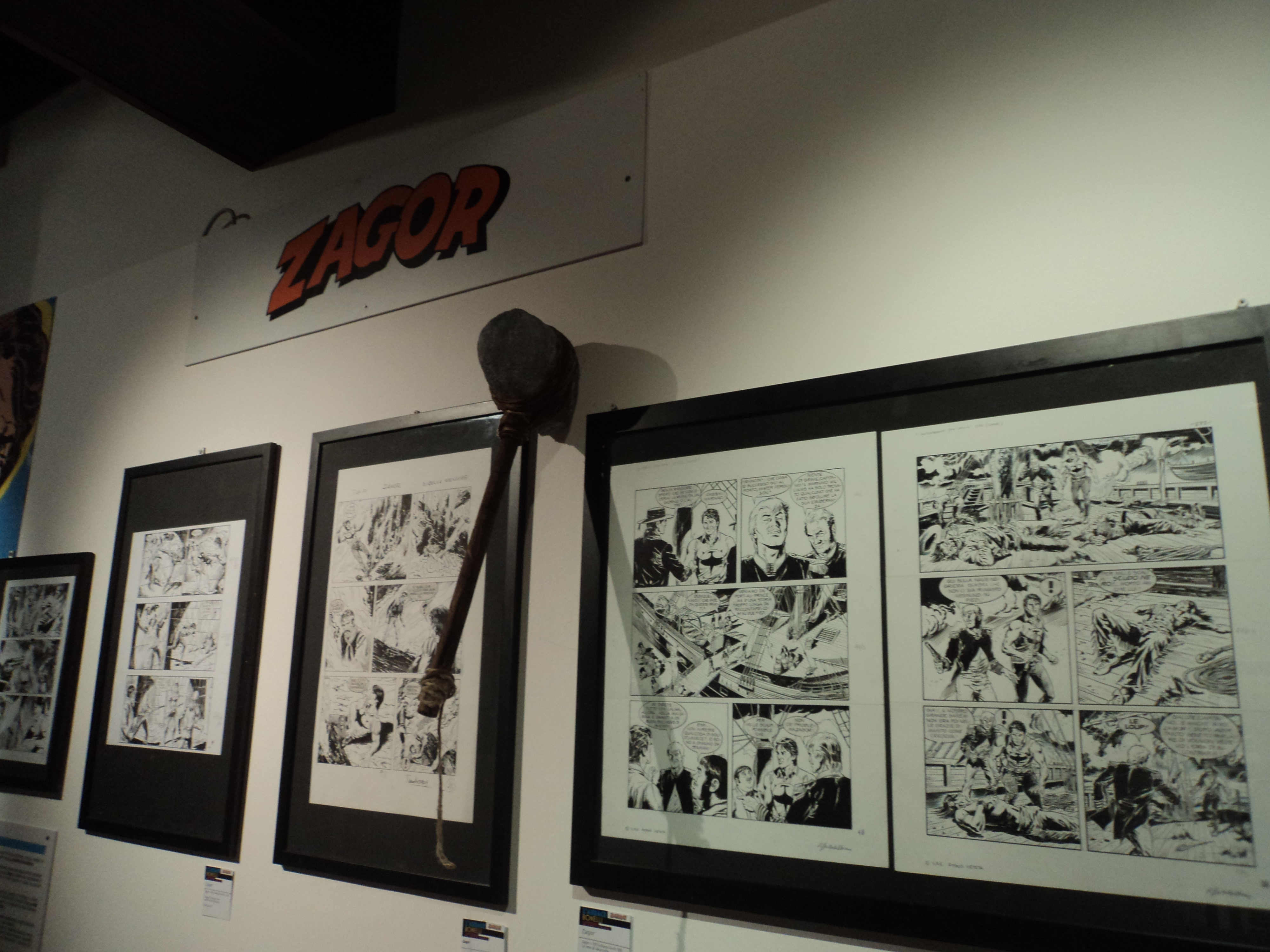
Pagines originals de Zagor amb un model de la seva destral.

El protagonista és Patrick Wilding, un home just i valent, dotat d'una extraordinària força i habilitat física, que viu a la primera meitat del segle xix  a Darkwood, un bosc imaginari del Nord-est dels Estats Units. Els nadius creuen que és un ser sobrenatural i el sobrenomenen Za-gor-et-nay, o més senzillament Zagor, un terme (fictici) que en llengua algonquina significa "l'Esperit amb la Destral".
Armat d'una pistola i una destral, Zagor lluita contra tot el que pugui posar en risc la pau a la regió de Darkwood. El seu millor amic i complement còmic és el mexicà Cico. Comparteix el seu món també amb altres companys d'aventures com Tonka, Digging Bill, Guitar Jim, Icaro La Plume, Bat Batterton, Satko o Frida Lang. El seu enemic principal és Hellingen, un malvat científic boig.

## Crossovers
Zagor comparteix el mateix univers narratiu amb altres personatges de l'editorial Bonelli: Mister No, Martin Mystère, Dylan Dog, Nathan Never i Legs Weaver. Ha estat protagonista de quatre Crossovers: el primer amb Dragonero (juliol de 2015), el segon amb Brad Barron (desembre de 2018), i els últims dos amb Tex Willer (desembre de 2021 i 2023).
El 2021, en el marc d'una col·laboració entre Bonelli i DC Comics, va ser publicat un crossover amb Flaix.

## Autors

### Guionistes

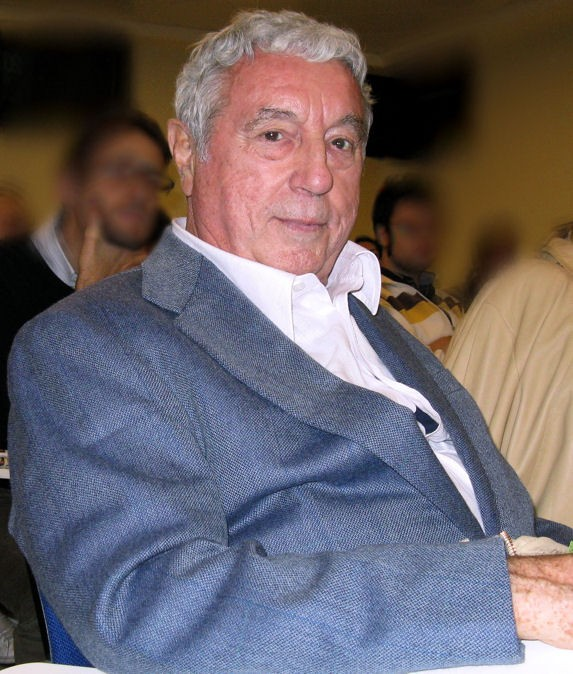
El creador de Zagor, Guido Nolitta (pseudònim de Sergio Bonelli).

Sergio Bonelli (Guido Nolitta), Roberto Altariva, Lucca Barbieri, Lorenzo Bartoli, Adriano Barone, Gian Luigi Bonelli, Mauro Boselli, Moreno Burattini, Diego Cajelli, Decio Canzio, Ade Capone, Giorgio Casanova, Alfredo Castelli, Andrea Cavaletto, Maurizio Colombo, Gabriella Contu, Ottavio D'Angelis, Paolo Di Orazio, Giovanni Eccher, Tito Faraci, Giorgio Giusfredi, Stefano Marzorati, Samuel Marolla, Cessés Melloncelli, Luigi Mignacco, Francesco Moretti, Daniele Nicolai, Diego Paolucci, Giorgio Pelizzari, Mirko Perniola, Giorgio Pezzin, Stefano Priarone, Renato Queirolo, Jacopo Rauch, Alessandro Russo, Tiziano Sclavi, Aldo Sicilià, Vittorio Sossi, Francesco Testi, Bepi Vigna, Antonio Zamberletti.

### Dibuixants
Gallieno Ferri, Lola Airaghi, Stefano Andreucci, Emanuele Barison, Dante Bastianoni, Franco Bignotti, Paolo Bisi, Giuseppe Candita, Gaetano Cassaro, Gaspare Cassaro, Alessandro Chiarolla, Enzo Chiomenti, Lucca Corda, Mario Cubbino, Roberto D'Arcangelo, Raffaele Della Monica, Franco Devescovi, Domenico i Stefano Di Vitto, Franco Donatelli, Maurizio Dotti, Nando i Denisio Esposito (Esposito Bros.), Giovanni Freghieri, Francesco Gamba, Oliviero Gramaccioni, Bane Kerac, Mauro Laurenti, Marcello Mangiantini, Carlo Raffaele Marcello, Joevito Nuccio, Pierpaolo Pelò, Michele Pepe, Massimo Pesce, Luigi Piccatto, Alessandro Piccinelli, Giuliano Piccininno, Roberto Piere, Renato Polese, Lucca Pozza, Giuseppe Prisco, Michele Rubini, Fabrizio Russo, Oscar Scalco (Oskar), Gianni Sedioli, Giorgio Sommacal, Romeo Toffanetti, Marco Torricelli, Enzo Troiano, Sal Velluto, Walter Venturi, Marco Verni, Stefano Voltolini.